# Pristimantis gryllus
Espèce
Pristimantis gryllus est une espèce d'amphibiens de la famille des Craugastoridae.

## Répartition
Cette espèce se rencontre :
- dans le département de Norte de Santander en Colombie ;
- dans l'État de Mérida au Venezuela.

## Description
Les mâles mesurent de 17,1 à 21,3 mm et les femelles de 22,3 à 26,3 mm.

## Publication originale
- Barrio-Amoros, Guayasamin & Hedges, 2012 : A new minute andean Pristimantis (Anura: Strabomantidae) from Venezuela. Phyllomedusa, vol. 11, no 2, p. 83-93 (texte intégral).